# Golly (program)

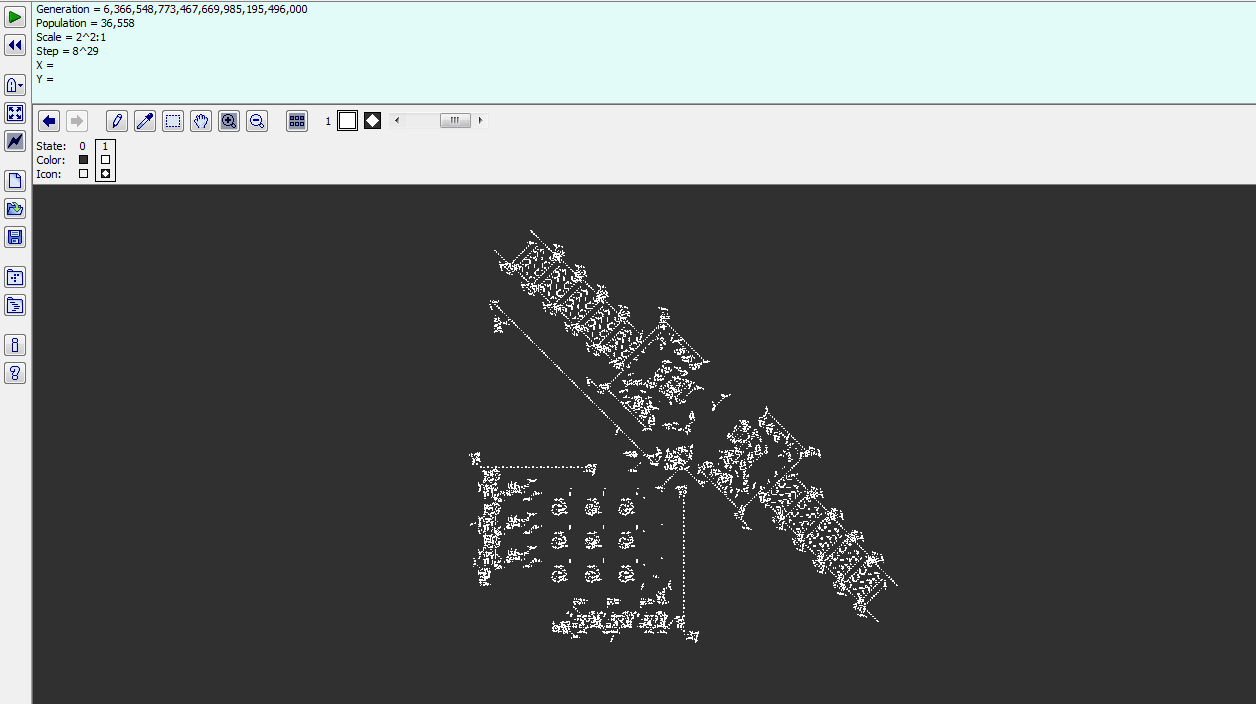
Uniwersalna maszyna Turinga w grze w życie symulowana w Golly

Golly – program Open Source służący do symulacji automatów komórkowych. Został napisany przez Andrew Trevorrowa i Tomasa Rokickiego, działa w systemach Linux, Windows, OS X oraz iOS i obsługuje skrypty w językach Perl i Python.
Zawiera algorytm hashlife pozwalający symulować bardzo duże struktury takie, jak uniwersalna maszyna Turinga w grze w życie Paula Rendella i symulować niektóre struktury przez 232 lub więcej kroków. Zawiera też bibliotekę gotowych wzorów dla gry w życie Conwaya i innych automatów komórkowych.